# Atlético Club San Martín de Mendoza
|  | Aquest article tracta sobre el club de Mendoza. Vegeu-ne altres significats a «Club Atlético San Martín». |

L'Atlético Club San Martín de Mendoza és un club de futbol argentí de la ciutat de San Martín, a la província de Mendoza.

## Història
El club va ser fundat per Emilio Menéndez, director de l'escola Santa María de Oro, el 22 de desembre de 1927, tot i que no quedà formalment constituït fins al març de 1933. Ha jugat vuit temporades a la màxima categoria del futbol argentí, al Campionat Nacional, els anys 1967, 1969, 1971-74, 1976 i 1978.

## Estadi
El primer estadi del club estava situat al creuament dels carrers Avellaneda i Boulogne Sur Mer, essent inaugurat el 1922. Més tard es traslladà al carrer Vélez Sarsfield, fins a l'1 d'abril de 1956, en que inaugurà l'actual estadi als carrers Lavalle i Ruta 50, anomenat Libertador José de San Martín.

## Altres esports
El club, a més de futbol, destaca en altres esports com els següents:
- Hoquei sobre patins: campió de Mendoza diversos cops, així com de l'Argentina. Ha aportat jugadors a la selecció nacional com Alberto Lombino, Rubén "Nichi" Moreno, Jesús Daprá o Mario Rubio (campió mundial el 1978).
- Patinatge artístic femení: ha format diverses patinadores campiones de Mendoza i de l'Argentina, com ara Ana Laura Maguiña.
- Basquetbol: competint a la Federación Mendocina de Básquetbol.
- Voleibol: competint a l'Asociación Mendocina de Voleibol.

## Palmarès
- Campionat de Mendoza de futbol (9): 
  - 1963, 1966, 1973, 1975, 1979, 1987, 1992, 1994, 2009.[1]
- Torneo Argentino A (1):
  - 1996/97.